# Wanda Kay

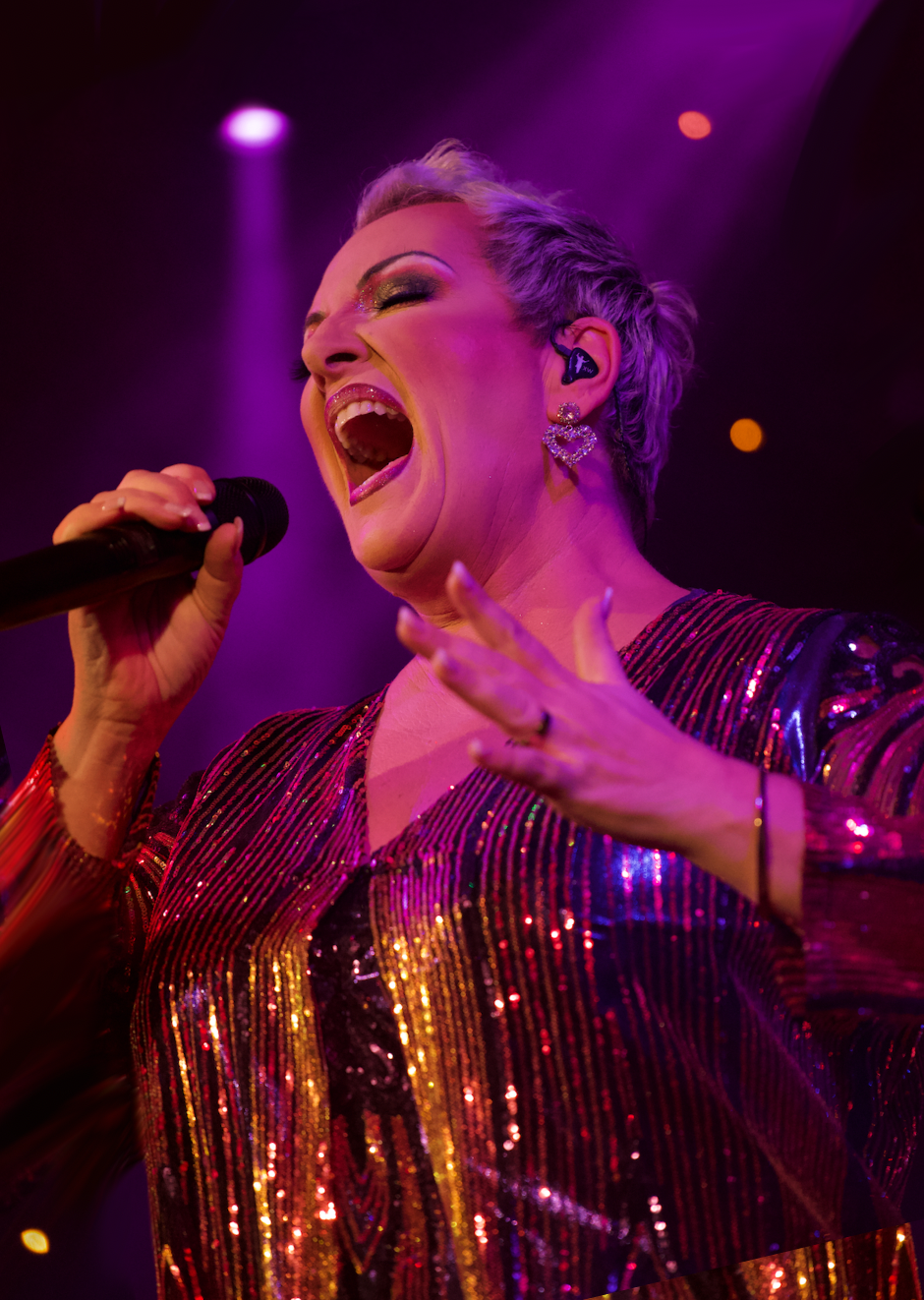
Wanda Kay (2016)

Wanda Kay (* 19. Februar 1971 in Essen; bürgerlich: Tanja Leiendecker) ist eine deutsche Pop- und Schlagersängerin.

## Leben
1979 trat Tanja Leiendecker erstmals zusammen mit ihrem Vater, der unter dem Künstlernamen Dirk Stauber bekannt war, auf kleineren Veranstaltungen rund um Velbert auf. Sie war bereits während der Schulzeit in einer Band aktiv und hatte in der Faschingssaison 1988/1989 Auftritte als Karnevalsprinzessin.
In den frühen 1990ern war Tanja Leiendecker an verschiedenen Projekten, unter anderen mit Olaf Henning, beteiligt und war mit dem Swingensemble „Dreimalig“ in den Hörercharts von WDR 4 vertreten. Von 1996 bis 2001 spielte sie die weibliche Hauptrolle in verschiedenen Westernshows der Warner Brothers Movie World in Bottrop.
Ab 1999 trat Leidendecker als Solokünstlerin unter dem Künstlernamen Wanda Kay mit einem 1980er-Party-Cover-Programm auf.

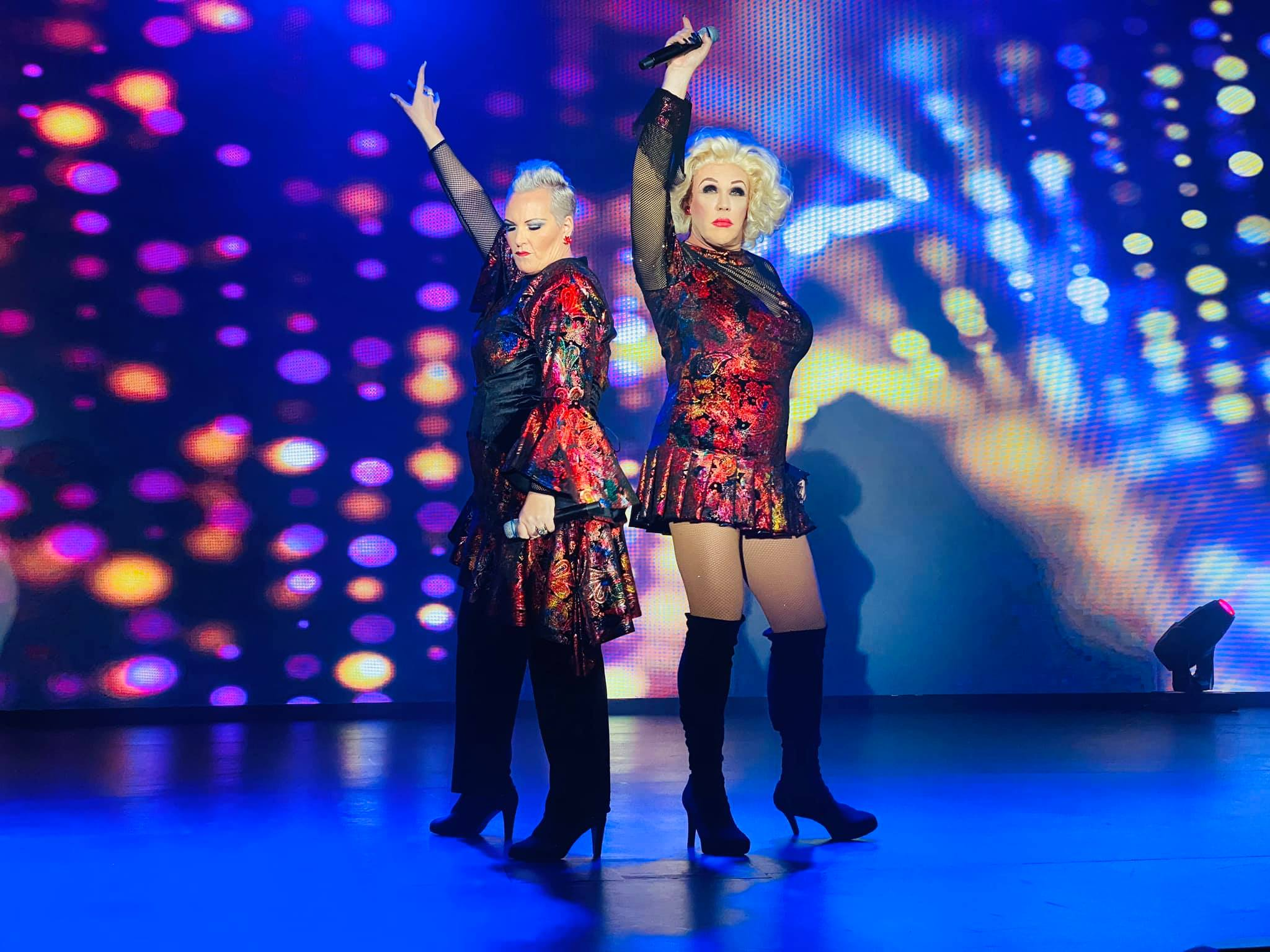
Zwei - Dick im Geschäft (2021)

Sie schrieb 2011 das Bühnenstück „Dick im Geschäft“ und arbeitete ab 2016 als Gastkünstlerin auf Kreuzfahrtschiffen. 2019 stellte sie gemeinsam mit der Hamburger Travestiekünstlerin Elke Winter das Programm „Zwei – Dick im Geschäft“ zusammen, mit dem sie unter anderem bei Schmidts Tivoli auftraten.
Wanda Kay war 2022 Teil der Jury des Musikformats All Together Now bei Sat1.
Wanda Kay tritt regelmäßig bei Karnevalsveranstaltungen auf, beispielsweise bei einer Fernsehsendung zur Weiberfastnacht des Hessischen Rundfunks, und ist durch überregionale Auftritte in Travestieshows, bei Veranstaltungen im Rahmen des Christopher Street Day unter anderen in Düsseldorf, Köln, Frankfurt am Main und Dresden, sowie bei dem Regenbogenball in Wien insbesondere in der Schwulenszene aktiv und bekannt.

## Diskografie
Neben mehreren EPs und Singles nahm Wanda Kay vier Alben auf:
- 2012: Stark (WPL Records)[19]
- 2016: Chamäleon (Meen Music)[20]
- 2018: Zeitlos Zeitnah (Meen Music)[21]
- 2020: Momentaufnahme (CkayArts)[22]

Ihre Lieder erscheinen auf zahlreichen Schlager- und Disco-Compilations.